# Castello di Avenches
Il castello di Avenches (in francese Château d'Avenches) si trova nel comune di Avenches, nel canton Vaud, Svizzera. Si tratta di un bene culturale d'importanza nazionale, la cui costruzione avvenne tra XII e XIII secolo.